# Franciszek Ksawery Siemianowski
Franciszek Ksawery Siemianowski auch Franz Xaver von Siemianowski (* 1811 in Sanok, Galizien, Kaisertum Österreich; † 8. Jänner 1860 in Stryj, Galizien) war ein polnischer Maler und österreichischer Beamter, ab 1850 Kreiskommissär von Krems an der Donau.
Franciszek Ksawery Siemianowski war der Sohn von Antonina Janicka und Józef Siemianowski, der ein Staatsgut in Galizien verwaltete.
Er wurde in Wien am Theresianum erzogen.
Er nahm zudem Privatunterricht bei Friedrich Gauermann im Aquarellzeichnen, und wahrscheinlich an der Wiener Akademie der bildenden Künste.
Nach der Studienzeit arbeitete er ab 1832 als Konzeptspraktikant und ab 1844 als Konzipist bei der k. k. niederösterreichischen Landesregierung in Wien. Franz Siemianowski arbeitete ab 1848 im Staatsministerium in Wien. Von 1850 bis 1860 wirkte er als Kreiskommissär in Krems und schuf dort die bedeutendsten seiner Stadtansichten.
Die erste Ausstellung hatte er 1838 in Wien, seit 1850 malte er zusammen mit seinem Bruder. Weitere Ausstellungen 1894 mit Werken von Maksymilian im Krakauer Salon.
Siemianowski starb 1860 während einer Dienstreise in Stryj. Er liegt in Lemberg begraben.
Die ca. 350 Zeichnungen und Aquarelle der Brüder wurden gemäß seinem Testament der Polska Akademia Umiejętności (PAU) übergeben.
Sein älterer Bruder Maksymilian war ebenfalls Maler.